# Mugilogobius abei
Mugilogobius abei е вид бодлоперка от семейство Попчеви (Gobiidae). Видът не е застрашен от изчезване.

## Разпространение и местообитание
Разпространен е във Виетнам, Китай (Гуандун, Фудзиен и Хайнан), Провинции в КНР, Северна Корея, Тайван, Хонконг, Южна Корея и Япония.
Обитава пясъчните дъна на сладководни и полусолени басейни и морета.

## Описание
На дължина достигат до 4,1 cm.